# Japanagromyza argentata
Japanagromyza argentata är en tvåvingeart som beskrevs av Gu, Fan och Mitsuhiro Sasakawa 1991. Japanagromyza argentata ingår i släktet Japanagromyza och familjen minerarflugor.
Artens utbredningsområde är Hubei (Kina). Inga underarter finns listade i Catalogue of Life.